# المشهد (قرية)
المشهد هي قرية عربية تقع منطقة الجليل، وإداريًا في المنطقة الشمالية لإسرائيل. تبعد حوالي خمسة كيلومترات شمالي شرق مدينة الناصرة.
تبلغ مساحة المشهد الحالية 7.17 كم2، وعام 2021 كان تعداد سكانها 8,655 نسمة. تُصنّف البلدة في العنقود الاجتماعي-الاقتصادي الثاني (من 10).

## التاريخ
قرية المشهد تقوم على مدينة (جت حافر) الكنعانية وتعني معصرة البئر أو الحفرة، ويدعى أن النبي يونس ((يونان)) ولد في هذه المدينة الكنعانية.
ان الربوة التي بدأت تتطور عليها قرية المشهد من سفحها الشمالي الشرقي تشرف على المحيط والحيز الجغرافي الذي يكتنفها، حيث يقال ان موقع المشهد المطل على المناطق المحيطة كان سببا في تسمية هذه القرية الوادعة، منها يمكن مشاهدة قطاع الطرق، الجيوش المحاربة، الزوار الكرماء، والسياح الزائرين.هناك رواية تقول ان سبب تسمية القرية بالمشهد هو ان القائد صلاح الدين الايوبي كان قد شاهد معركة حطين فقال من هنا المشهد.
عرفت قرية المشهد قديما باسم «جت حافر» نسبة للمدينة الكنعانية آنذاك وتعني البئر أو الحفرة (بالكنعانية)، معصرة العنب، وفي العهد الروماني عرفت باسم "gethofer".

## السكان
في عام 2013، بلغ عدد سكان قرية المشهد حوالي 10,550 نسمة، وفي عام 2021 بلغ عدد السكان 8655 نسمة، وجميعهم من المسلمين السنّة، ويوجد في المشهد ستة عائلات مركزية، هي: أبو إسماعيل، مرعي، سليمان، بهوتي، حسن وصالح هناك عائلات متفرع صغيرة وهي: كريم وحمدان وعودة وعلي وسودي وعبيد دخل الله وربيع ومنصور وعيسى وحميدي وفريد ورشيد. وكل من هذة العائلات الصغيرة ينتمي في الاصل إلى واحدة من العائلات الكبيرة.
ويوجد عدّة مدارس في المشهد ومنها: مدرسة الامل الابتدائية، مدرسة «أ» الابتدائية، المدرسة «ب» الابتدائية، مدرسة التكنولوجية الثانوية الشاملة ومدرسة الثانوية الشاملة (كنَا) ويقال وأيضا مقام النبي يونس موجود في مسجد البلدة وكان ذلك سبب في زيادة عدد السكان والسياح.

## التراث
1. يوجد حتى اليوم أثار تراثية لقرية المشهد تدل على ماضيها وهنالك مناطق مشهور حتى اليوم:
2. العجمة: وهي معصرة زيت قديمة جدا موجودة في وسط المشهد في حوش آل دخل الله المشترك مع آل ربيع
3. البيارة: وهو حي موجود كان يحتوي على بيارة ماء يستفيد منه السكان
4. عين البيضاء وهو حي يقع فيه عين ماء كانت مصدر لاهل المشهد
5. البيت القديمة ك يوجد حتى اليوم بيوت قديمة في المشهد وهي معروفة لمن هي
6. مغارة النبي: وهي مغارة تحت المسجد القديم

## التعليم
توجد في المشهد سبع مدارس، منها المدرسة الابتدائية أ والمدرسة الابتدائية ب والمدرسة الابتدائية "الأمل"، وهي أيضًا تحتوي على رياض أطفال ومدرسة ثانوية والمدرسة الثانوية الشاملة والمدرسة التكنولوجية. وبعض من الروضات للاطفال ومدارس تشمل بساتين للأولاد والبنات.
وتحتوي أيضًا قرية المشهد على مرصد فضائي يسمى «البيروني» وصاحبه هو العالم الفضائي «مصطفى عصفور» وهو عالم فلكي فلسطيني  وُلد في قرية المشهد.
بلغ عدد طلاب المدارس في المشهد 2,029 في العام الدراسي 2021-2020، نسبة المتسربين منهم %0.29، كما وبلغت نسبة الاستحقاق لشهادة البجروت (الثانوية العامة) وسط طلاب الصف الثاني عشر في ذات السنة %69.9.